# Journal of Research of the National Institute of Standards and Technology
Het Journal of Research of the National Institute of Standards and Technology is een internationaal, aan collegiale toetsing onderworpen wetenschappelijk tijdschrift op het gebied van de natuurkunde. De naam wordt in literatuurverwijzingen meestal afgekort tot J. Res. Natl. Inst. Stand. Technol. Het wordt uitgegeven door het Amerikaanse National Institute of Standards and Technology en verschijnt tweemaandelijks. Het eerste nummer verscheen in 1988.